# Ms. Vampire Who Lives in My Neighborhood.
Ms. Vampire Who Lives in My Neighborhood. (となりの吸血鬼さん?, Tonari no kyūketsuki-san, lett. "La mia vicina vampira") è un manga yonkoma scritto e disegnato da Amatō, serializzato su Comic Cune dal 27 agosto 2014. Un adattamento anime, coprodotto da Studio Gokumi e AXsiZ, è stato trasmesso in Giappone tra il 5 ottobre e il 21 dicembre 2018.

## Personaggi
Sophie Twilight (ソフィー・トワイライト?, Sofī Towairaito)
Doppiata da: Miyu Tomita
Akari Amano (天野 灯?, Amano Akari)
Doppiata da: Yū Sasahara
Hinata Natsuki (夏木 ひなた?, Natsuki Hinata)
Doppiata da: Lynn
Erie (エリー?, Erī)
Doppiata da: Azumi Waki
Sakuya Kurai (倉井 朔夜?, Kurai Sakuya)
Doppiata da: Rina Hidaka
Yū Aoki (青木 夕?, Aoki Yū)
Doppiata da: Aya Uchida

## Media

### Manga
Il manga, scritto e disegnato da Amatō, ha iniziato la serializzazione il 27 agosto 2014 sulla rivista Comic Cune di Media Factory, che era integrata in Monthly Comic Alive e che dal 27 agosto 2015 è diventata una pubblicazione indipendente. Il primo volume tankōbon è stato pubblicato il 26 settembre 2015 e al 27 settembre 2018 ne sono stati messi in vendita in tutto cinque.

#### Volumi
| Nº | Data di prima pubblicazione | Data di prima pubblicazione | Data di prima pubblicazione |
| Nº | Giapponese                  | Giapponese                  |                             |
| -- | --------------------------- | --------------------------- | --------------------------- |
| 1  | 26 settembre 2015           | ISBN 978-4-04-067797-2      |                             |
| 2  | 27 giugno 2016              | ISBN 978-4-04-068407-9      |                             |
| 3  | 26 agosto 2017              | ISBN 978-4-04-069357-6      |                             |
| 4  | 26 marzo 2018               | ISBN 978-4-04-069783-3      |                             |
| 5  | 27 settembre 2018           | ISBN 978-4-04-065110-1      |                             |

### Anime
Annunciato il 26 marzo 2018 sul quarto volume del manga, un adattamento anime di dodici episodi, diretto da Noriyaki Akitaya e coprodotto da Studio Gokumi e AXsiZ, è andato in onda dal 5 ottobre al 21 dicembre 2018. La composizione della serie è stata affidata a Tatsuya Takahashi, mentre la colonna sonora è stata composta da Yoshiaki Fujisawa. Le sigle di apertura e chiusura sono rispettivamente Kyūtie ladies (†吸tie Ladies†?) e Happy!! Strange Friends (HAPPY!!ストレンジフレンズ?, Happy!! Sutorenji Furenzu), entrambe interpretate dalle doppiatrici Tomita, Sasahara, Lynn e Waki. In tutto il mondo, ad eccezione dell'Asia, gli episodi sono stati trasmessi in streaming in simulcast, anche coi sottotitoli in lingua italiana, da Crunchyroll.

#### Episodi
| Nº | Titolo italiano Giapponese 「Kanji」 - Rōmaji                                                          | In onda          | In onda |
| Nº | Titolo italiano Giapponese 「Kanji」 - Rōmaji                                                          | Giapponese       |         |
| 1  | Gli ordinari abitanti dell'oscurità 「闇の一般市民」 - Yami no ippan shimin                            | 5 ottobre 2018   |         |
| 2  | L'amica di Akari 「灯の友達」 - Akari no tomodachi                                                     | 12 ottobre 2018  |         |
| 3  | La vampira va a scuola 「吸血鬼学校へ行く」 - Kyūketsuki gakkō e iku                                   | 19 ottobre 2018  |         |
| 4  | Sophie ed Erie 「ソフィーとエリー」 - Sofī to Erī                                                      | 26 ottobre 2018  |         |
| 5  | In cucina con la vampira 「吸血鬼の料理」 - Kyūketsuki no ryōri                                        | 2 novembre 2018  |         |
| 6  | Intervista con la vampira 「インタビューウィズヴァンパイア」 - Intabyū wizu Vanpaia                    | 9 novembre 2018  |         |
| 7  | Le vacanze estive con la vampira 「吸血鬼とすごす夏休み」 - Kyūketsuki to sugosu natsuyasumi           | 16 novembre 2018 |         |
| 8  | L'ultimo giorno delle vacanze estive 「夏休み最後の日」 - Natsuyasumi saigo no hi                      | 23 novembre 2018 |         |
| 9  | Le vampire VS la cacciatrice di vampiri 「吸血鬼VSヴァンパイアハンター」 - Kyūketsuki VS vanpaia hantā | 30 novembre 2018 |         |
| 10 | Le vampire e la fine dell'anno 「吸血鬼と年末」 - Kyūketsuki to nenmatsu                               | 7 dicembre 2018  |         |
| 11 | La stagione dell'influenza 「風邪の季節」 - Kaze no kisetsu                                            | 14 dicembre 2018 |         |
| 12 | Le vampire e la stagione che ritorna 「巡る季節と吸血鬼」 - Meguru kisetsu to kyūketsuki               | 21 dicembre 2018 |         |